# St-Julien (Le Petit-Quevilly)

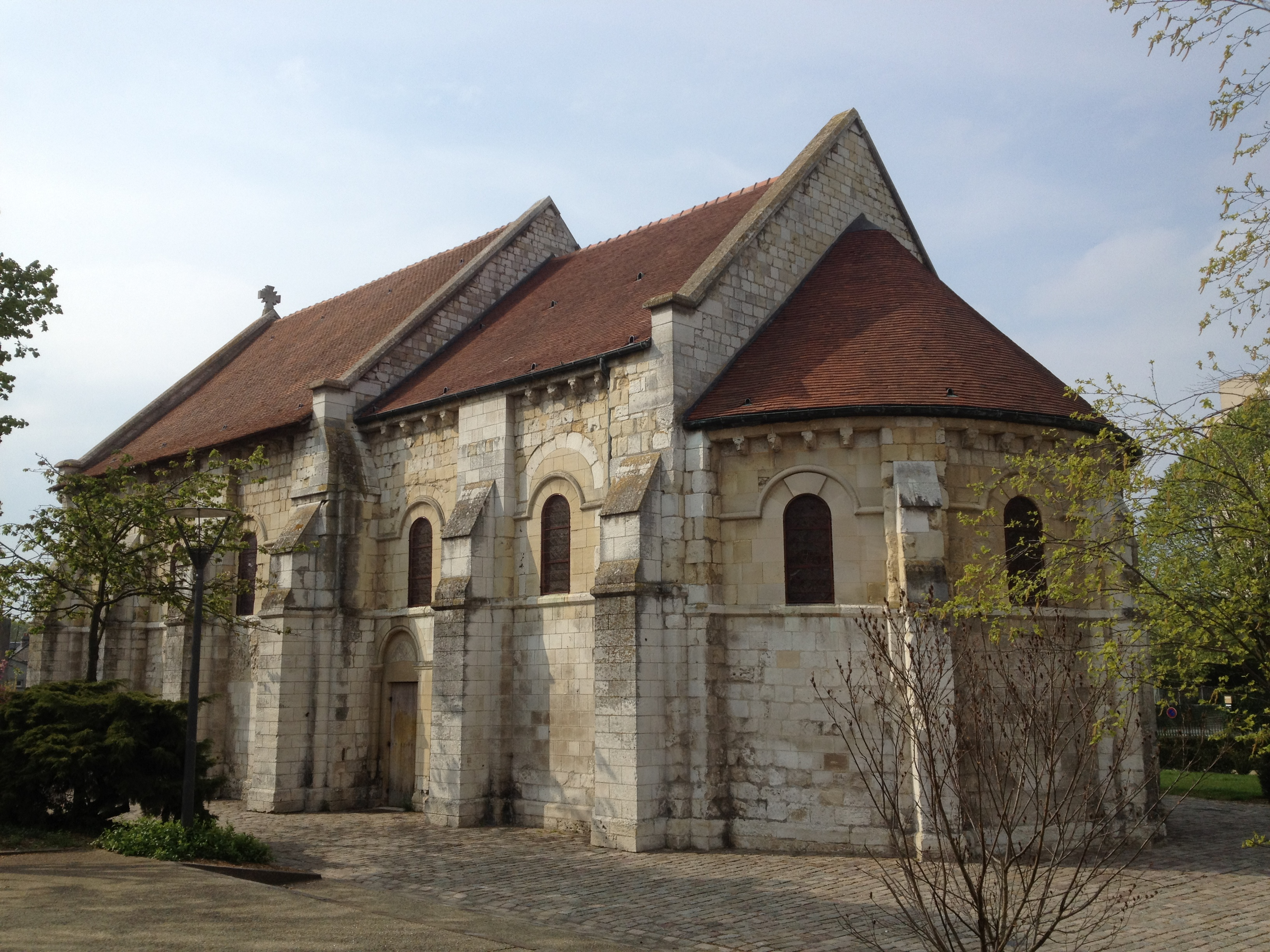
Kapelle Saint-Julien in Le Petit-Quevilly

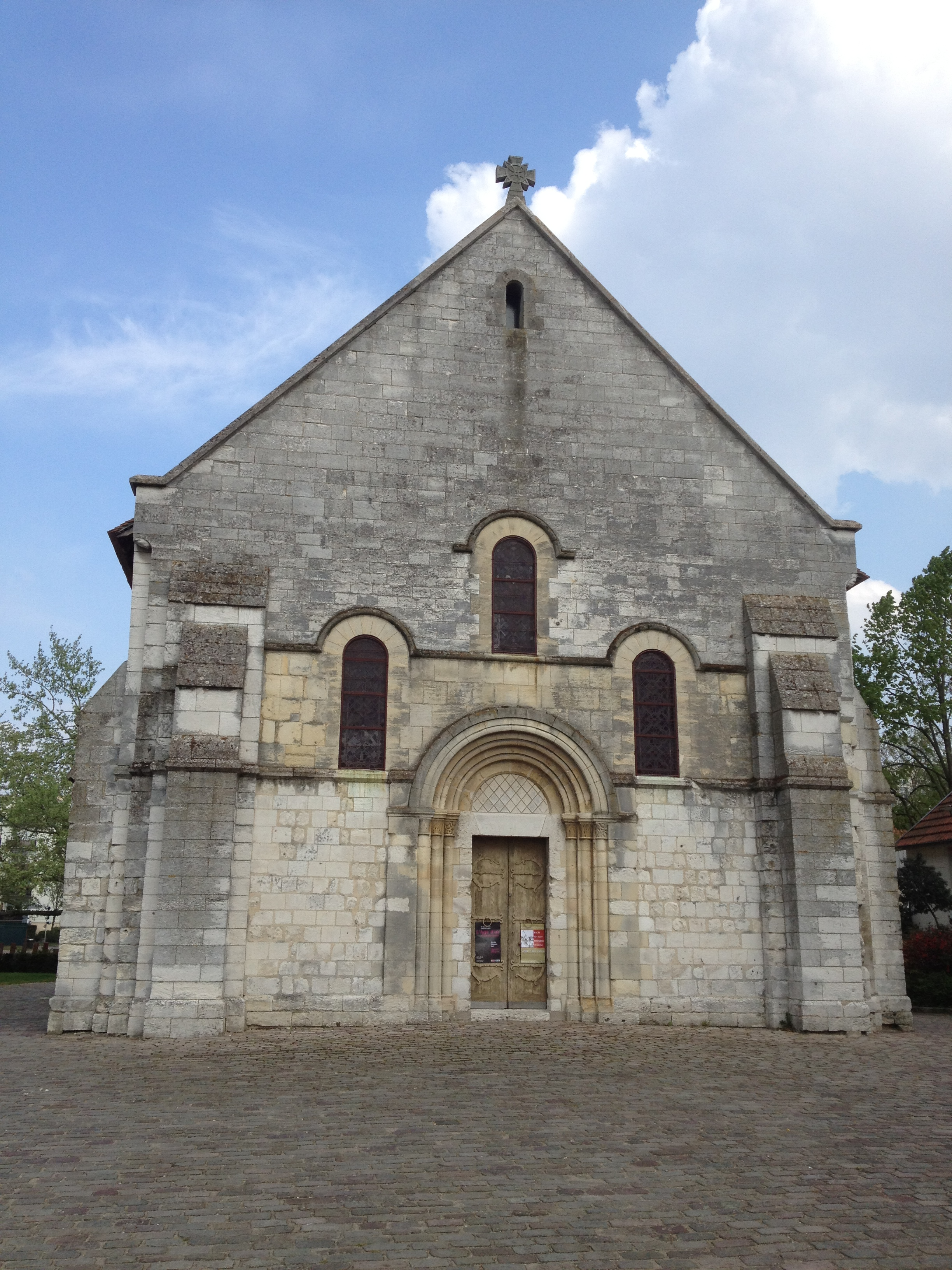
Portalfassade

Die römisch-katholische Kapelle Saint-Julien in Le Petit-Quevilly, einer französischen Gemeinde im Département Seine-Maritime in der Region Normandie, wurde im 12. Jahrhundert errichtet. Die romanische Kapelle ist seit 1862 ein geschütztes Baudenkmal (Monument historique).

## Geschichte
Die Kapelle gehörte ursprünglich als Hauskapelle zu einem Jagdschloss, das sich der Herzog der Normandie und König von England Heinrich II. um 1160 im Park von Quevilly bauen ließ. Im Jahr 1183 wurde die Kapelle zum Mittelpunkt eines Leprosen-Hospitals. 1883 wurde sie Eigentum der Gemeinde.

## Beschreibung
Das heute mit einer Flachdecke versehene Mittelschiff besteht aus drei Jochen. Der leicht eingezogene Chor mit einem sechsteiligen Kreuzrippengewölbe schließt mit einer niedrigen Apsis. Der Mauerverband der 23,70 Meter langen und 8,30 Meter breiten Kapelle ist sorgfältig gearbeitet. Die Außenmauern werden durch flache Strebepfeiler gegliedert und von einem auf Konsolen ruhenden Gesims geschmückt. Im Inneren ist die untere Mauerpartie mit einem Blendbogenfries verziert, der ein Zickzackband trägt. Dieser Fries setzt sich auch an der Fassadenrückwand und der Apsis fort. Die Rippen stützen sich auf Kapitelle mit stilisierten Pflanzenmotiven, die teilweise erneuert wurden. Der Bogen am Durchgang zwischen Mittelschiff und Chor trug einst einen Glockengiebel. Über dem Portal mit schlichten Archivolten sind drei Rundbogenfenster angeordnet. Der Giebel wird von einem steinernen Kreuz bekrönt.

## Fresken
Die Fresken, die zwischen 1183 und 1190 datiert werden, wurden auf die Gewölbe des Chors und der Apsis gemalt. Sie stellen vor allem das Marienleben dar.

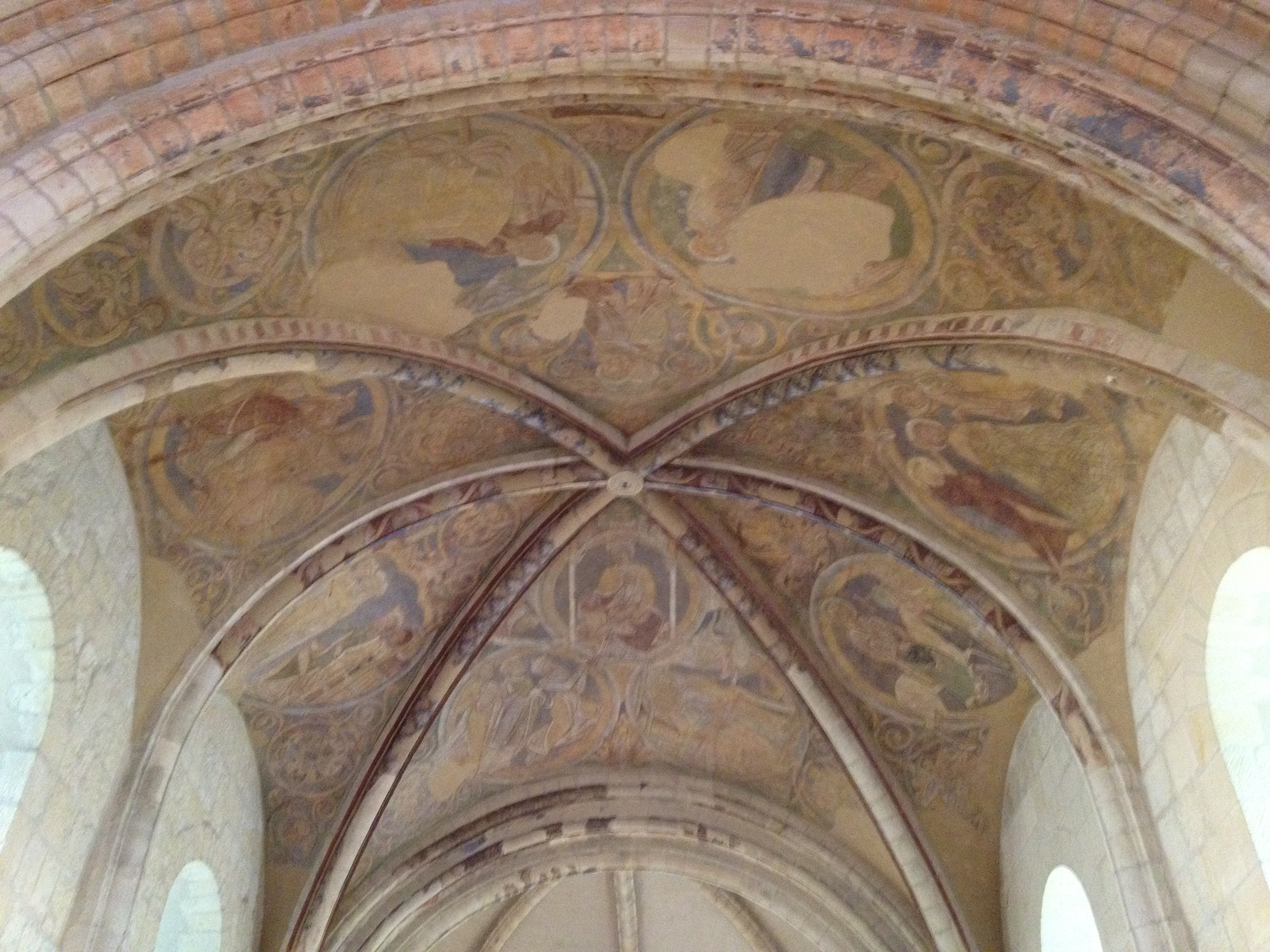
Deckenfresko im Chor
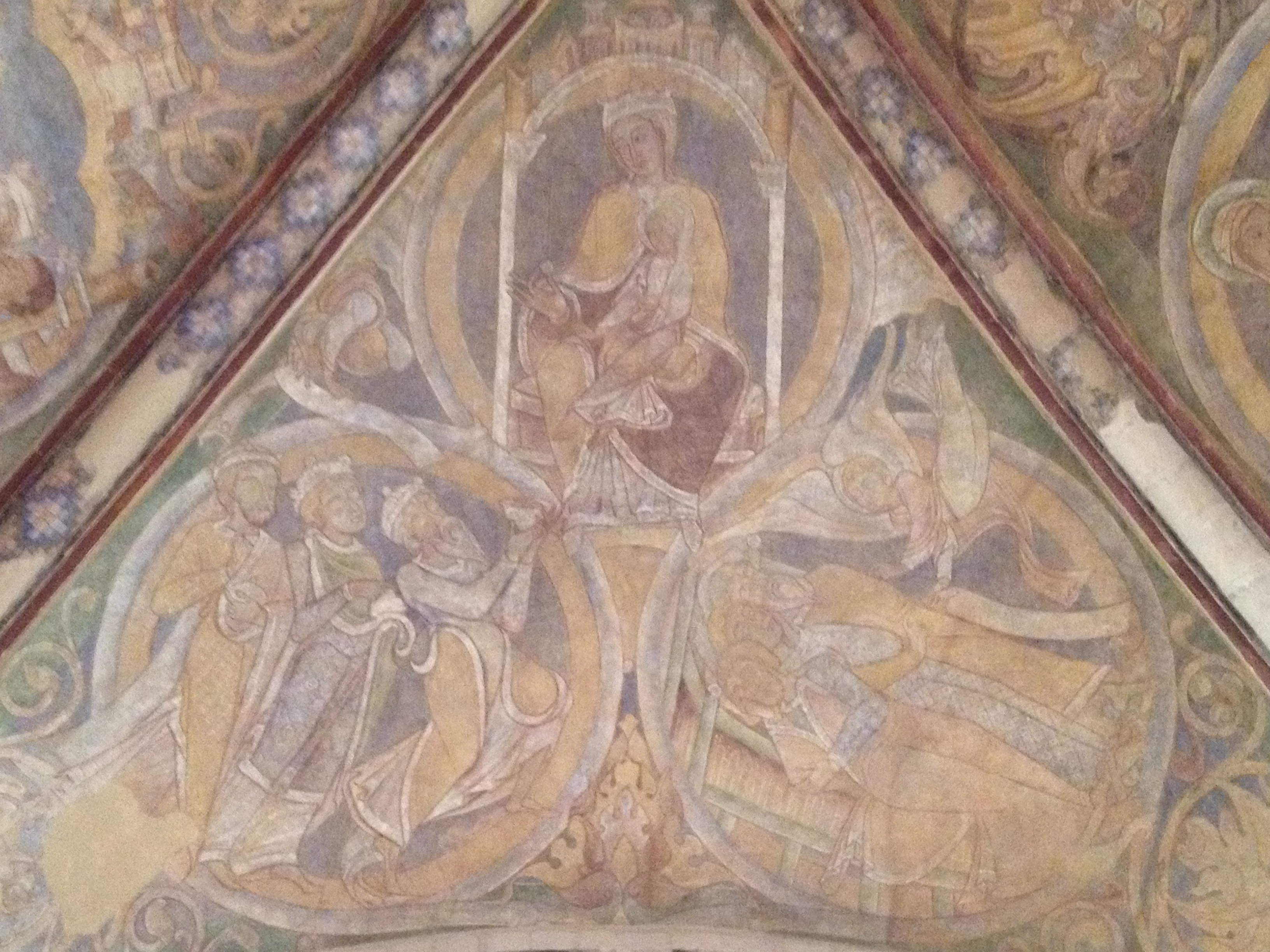
Mariä Verkündigung, Mariä Heimsuchung und Geburt Jesu
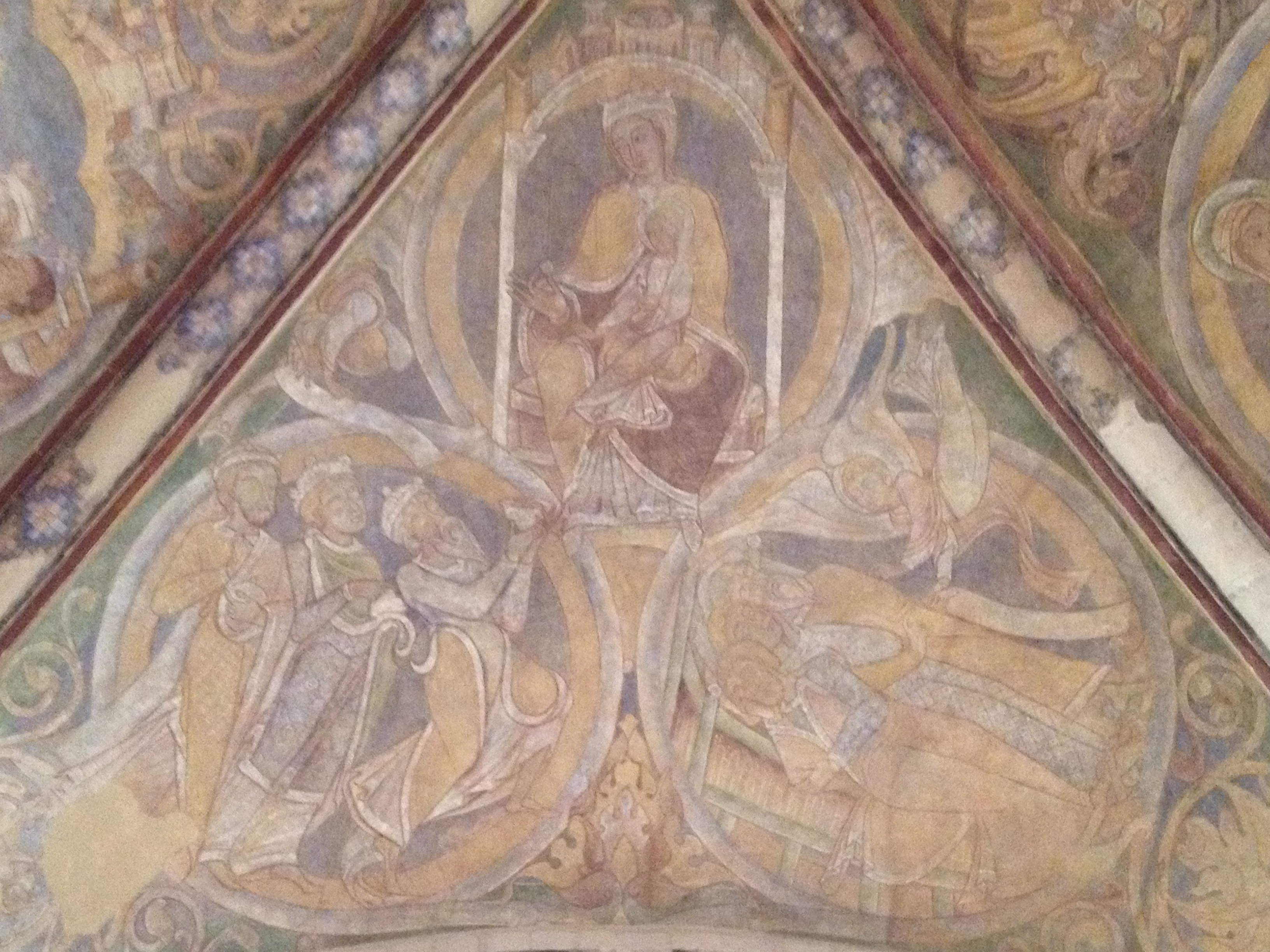
Maria mit Kind
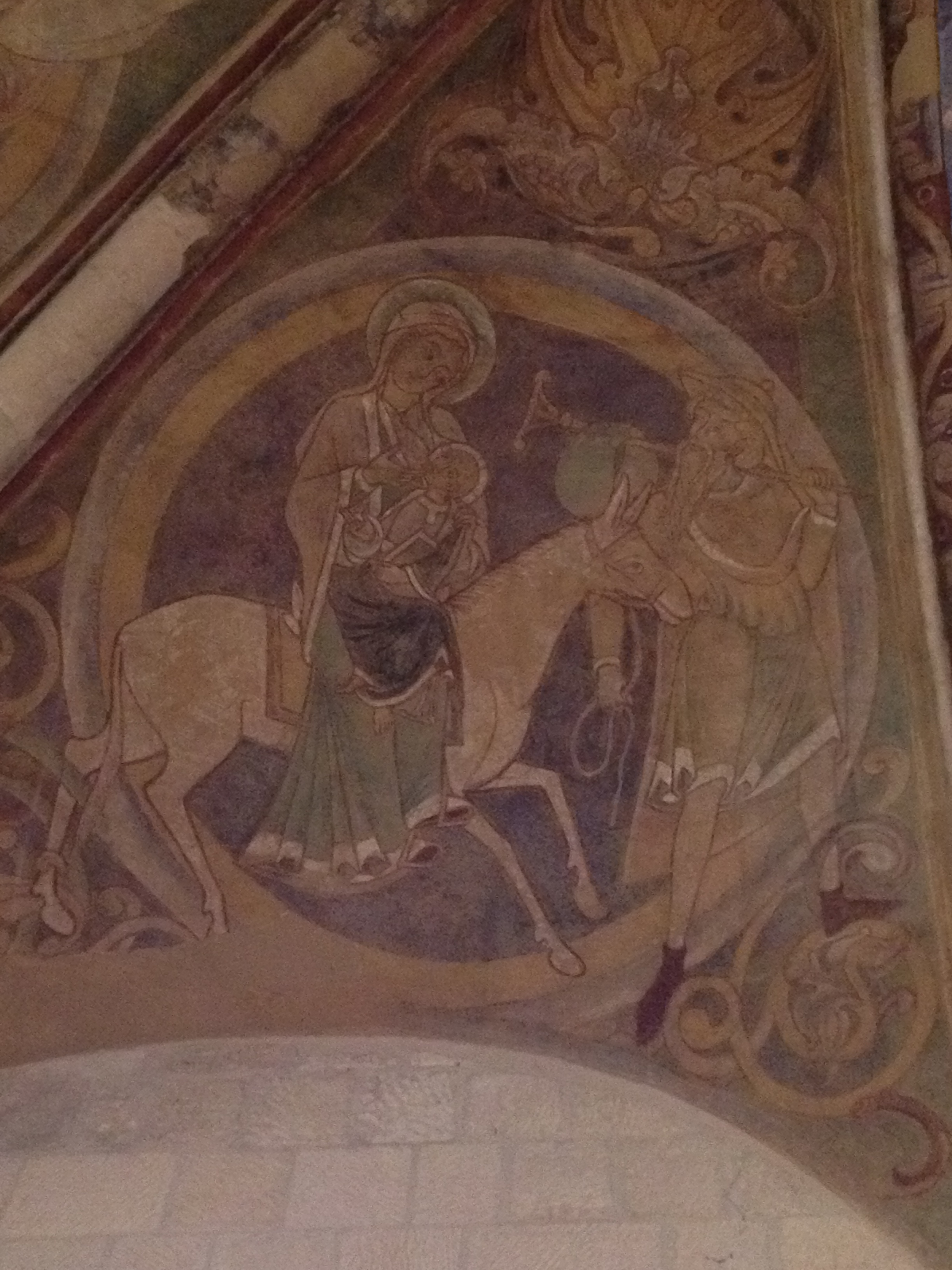
Flucht nach Ägypten
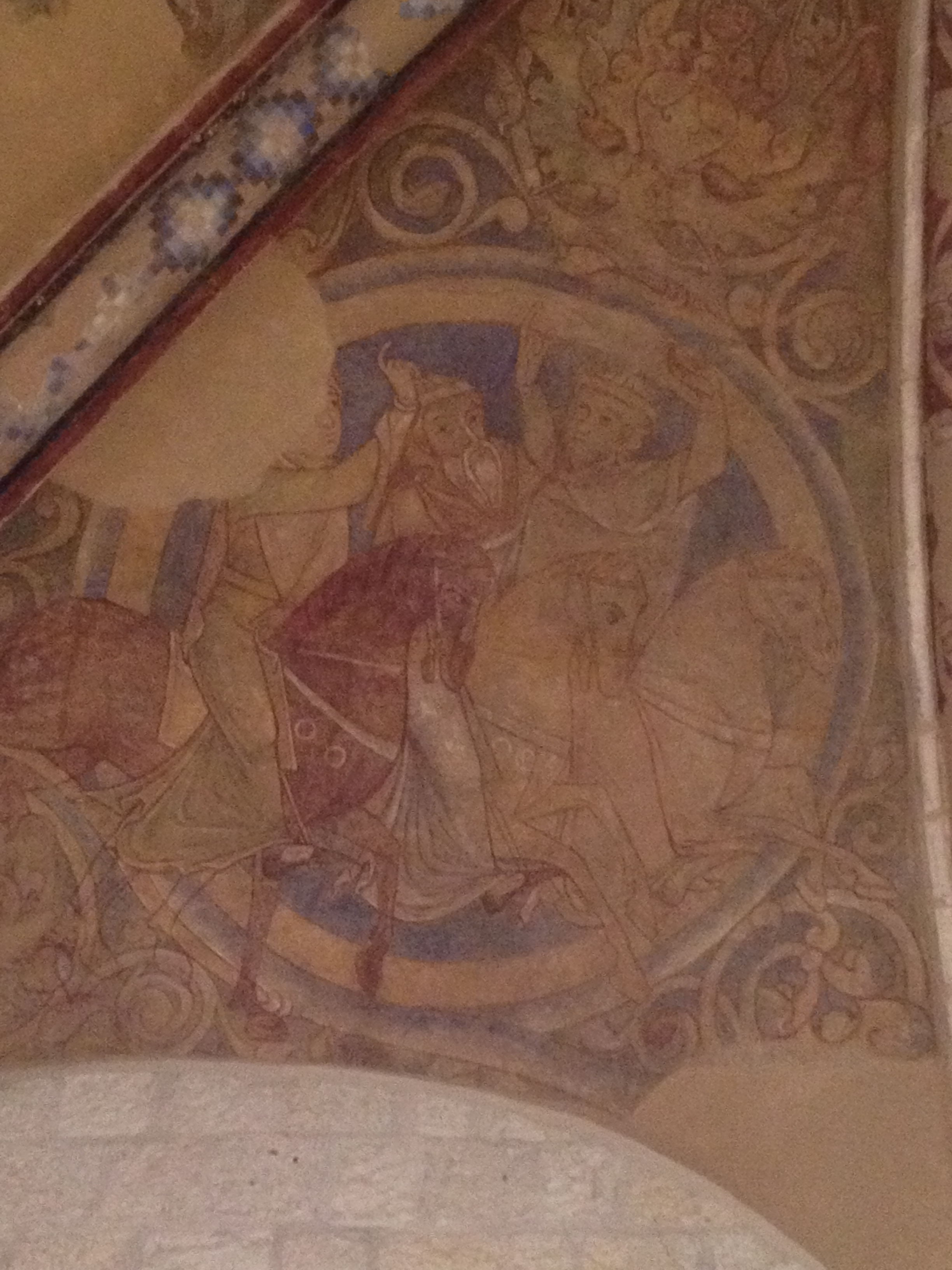
Heilige Drei Könige